# Xã St. Anne, Quận Kankakee, Illinois
Xã St. Anne (tiếng Anh: St. Anne Township) là một xã thuộc quận Kankakee, tiểu bang Illinois, Hoa Kỳ. Năm 2010, dân số của xã này là 2.191 người.